# Nachtmerrie in Colombia
Nachtmerrie in Colombia is een spionageroman van auteur Gérard de Villiers en het 97e deel uit de S.A.S.-reeks met als protagonist de Oostenrijkse prins en freelance CIA-agent Malko Linge.

De ligging van Colombia in Zuid-Amerika.

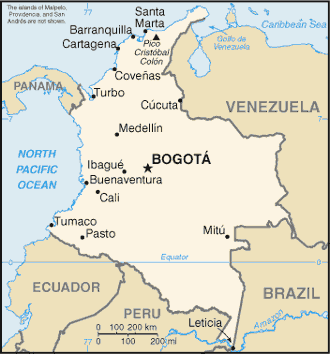
Een overzichtskaart van Colombia.

## Het verhaal
Pedro Garcia Velasquez is een vermogend man die zijn fortuin heeft verdiend met de handel in verdovende middelen. Zijn vermogen maakt hem nagenoeg onaantastbaar.
De Verenigde Staten, in hun eeuwige strijd tegen drugs, houden hem echter verantwoordelijk voor het merendeel van drugs die op Amerikaans grondgebied worden verhandeld. Zij hebben het plan opgevat hem te ontvoeren en naar Amerika over te brengen om hem daar te laten berechten. Een eventuele veroordeling levert zeker 300 tot 400 jaar gevangenisstraf op.
Malko krijgt de opdracht om hem in Colombia in de val te lokken.

## Personages
- Malko Linge, een Oostenrijkse prins en CIA-agent;
- Pedro Garcia Velásquez, een Colombiaanse drugshandelaar;
- Teresa, een Colombiaanse rechter met als bijnaam de “de Leeuwin”.